# Уяздув (Замойский повет)
Уяздув (пол. Ujazdów) — деревня в Замойском повете Люблинского воеводства Польши. Входит в состав гмины Нелиш. Находится примерно в 20 км к северо-западу от центра города Замосць. По данным переписи 2011 года, в деревне проживало 325 человек.
В 1975—1998 годах деревня входила в состав Замойского воеводства.

## Население
Демографическая структура по состоянию на 31 марта 2011 года:
|         | Всего | До трудоспособного возраста | Трудоспособного возраста | Старше трудоспособного возраста |
| ------- | ----- | --------------------------- | ------------------------ | ------------------------------- |
| Мужчины | 145   | 28                          | 102                      | 15                              |
| Женщины | 180   | 35                          | 85                       | 60                              |
| Всего   | 325   | 63                          | 187                      | 75                              |